# یاسویوکی کونو
یاسویوکی کوننو (به انگلیسی: Yasuyuki Konno) بازیکن فوتبال اهل ژاپن و عضو تیم ملی فوتبال ژاپن است که در تاریخ ۰۳ اوت ۲۰۰۵ میلادی اولین بازی ملی‌اش را انجام داد. او در ۶۳ بازی ملی حضور داشت و آخرین بازی ملی خود را در تاریخ ۱۴ نوامبر ۲۰۱۲ میلادی انجام داد. یاسویوکی کوننو در بازی‌های ملی‌اش
۱ گل به ثمر رساند.